# Liste des vice-Premiers ministres du Queensland
Cet article liste les vice-Premiers ministres du Queensland.

## Liste des titulaires
| Nom                  | Mandat                                | Affiliation                   |
| -------------------- | ------------------------------------- | ----------------------------- |
| Andrew Henry Barlow  | 17 septembre 1903 - 18 novembre 1907  | Libéral ; Kidston             |
| Digby Denham         | 19 novembre 1907 - 18 février 1908    | Conservateur                  |
| Andrew Henry Barlow  | 19 février 1908 - 21 juin 1909        | Kidston ; « Ministérialiste » |
| Digby Denham         | 22 juin 1909 - février                | « Ministérialiste »           |
| Thomas O'Sullivan    | 7 février 1911 - 31 mai 1915          | « Ministérialiste » ; Libéral |
| Ted Theodore         | 1er juin 1915 - 21 octobre 1919       | Travailliste                  |
| John Fihelly         | 22 octobre 1919 - 7 février 1922      | Travailliste                  |
| William Gillies      | 8 février 1922 - 25 février 1925      | Travailliste                  |
| William McCormack    | 26 février 1925 - 21 octobre 1925     | Travailliste                  |
| William Forgan Smith | 22 octobre 1925 - 20 mai 1929         | Travailliste                  |
| Reginald King        | 21 mai 1929 - 17 juin 1932            | CPNP                          |
| Percy Pease          | 18 juin 1932 - 23 septembre 1940      | Travailliste                  |
| Frank Cooper         | 24 septembre 1940 - 15 septembre 1942 | Travailliste                  |
| Ned Hanlon           | 16 septembre 1942 - 6 mars 1946       | Travailliste                  |
| Ted Walsh            | 7 mars 1946 - 14 mai 1947             | Travailliste                  |
| Vince Gair           | 15 mai 1947 - 16 janvier 1952         | Travailliste                  |
| Tom Foley            | 17 janvier 1952 - 15 mars 1953        | Travailliste                  |
| John Duggan          | 16 mars 1953 - 6 juin 1957            | Travailliste                  |
| Ted Walsh            | 7 juin 1957 - 11 août 1957            | QLP                           |
| Kenneth Morris       | 12 août 1957 - 25 septembre 1963      | Libéral                       |
| Alan Munro           | 26 septembre 1963 - 22 décembre 1965  | Libéral                       |
| Gordon Chalk         | 23 décembre 1965 - 31 juillet 1968    | Libéral                       |
| Joh Bjelke-Petersen  | 1er août 1968 - 7 août 1967           | Country                       |
| Gordon Chalk         | 8 août 1968 - 12 août 1976            | Libéral                       |
| William Knox         | 13 août 1976 - 8 octobre 1978         | Libéral                       |
| Llewellyn Edwards    | 9 octobre 1978 - 18 août 1983         | Libéral                       |
| Bill Gunn            | 19 août 1983 - 6 décembre 1989        | National                      |
| Tom Burns            | 7 décembre 1989 - 18 février 1996     | Travailliste                  |
| Joan Sheldon         | 19 février 1996 - 25 juin 1998        | Libéral                       |
| Jim Elder            | 26 juin 1998 - 21 novembre 2000       | Travailliste                  |
| Paul Braddy          | 22 novembre 2000 - 29 novembre 2000   | Travailliste                  |
| Terry Mackenroth     | 30 novembre 2000 - 27 juillet 2005    | Travailliste                  |
| Anna Bligh           | 28 juillet 2005 - 12 septembre 2007   | Travailliste                  |
| Paul Lucas           | 13 septembre 2007 - 15 septembre 2011 | Travailliste                  |
| Andrew Fraser        | 16 septembre 2011 - 25 mars 2012      | Travailliste                  |
| Jeff Seeney          | 26 mars 2012 - 14 février 2015        | LNP                           |
| Jackie Trad          | 14 février 2015 - 10 mai 2017         | Travailliste                  |
| Steven Miles         | 10 mai 2017 - 15 décembre 2023        | Travailliste                  |
| Cameron Dick         | 15 décembre 2023 - 28 octobre 2024    | Travailliste                  |
| Jarrod Bleijie       | 28 octobre 2024 - en cours            | LNP                           |

## Sources
- (en) Cet article est partiellement ou en totalité issu de l’article de Wikipédia en anglais intitulé « Deputy Premier of Queensland » (voir la liste des auteurs).